# Shemitá
Shemitá (hebraico): שמיטה, literalmente "libertação"), também chamado de Ano Sabático ou shǝvi'it (שביעית, em tradução literal "sétimo"), ou "sábado da terra", é o sétimo ano do ciclo de sete anos da agricultura ordenado pela Torá para o povo de Israel.
Durante o shemitá , a terra fica em pousio e todas as atividades agrícolas, incluindo arar, plantar, podar e colher, são proibidas pela halacá (lei judaica). Outras técnicas de cultivo (como regar, fertilizar, capinar, pulverizar, aparar e cortar a relva) podem ser realizadas apenas como medida preventiva, não para melhorar o crescimento de árvores ou outras plantas. Além disso, quaisquer frutas ou ervas que crescem por conta própria e onde nenhuma vigilância é mantida sobre elas são consideradas hefker (sem dono) e podem ser colhidas por qualquer pessoa.  Uma variedade de leis também se aplica à venda, consumo e descarte de produtos shemitá. Todas as dívidas, exceto as de estrangeiros, deveriam ser perdoadas.
O capítulo 25 do livro de Levítico promete colheitas abundantes para aqueles que observam o shemitá e descreve sua observância como um teste de fé religiosa. Há pouco conhecimento da observância deste ano na história bíblica e parece ter sido muito negligenciado.
Assim como o sábado é o descanso semanal das pessoas e dos animais, a terra também tem o seu sábado: seis anos são para a semeadura, mas o sétimo ano é de descanso.
Neste sétimo ano, é proibido semear o campo, podar a vinha, segar o que nascer da seara e colher as uvas da vinha não podada.
Apenas o produto do descanso da terra servirá como alimento, inclusive o gado e os animais da terra.
Após sete períodos de sete anos, o quinquagésimo ano é santificado - este é o ano do jubileu.

## Antigo Israel

### Antigos anos de descaso no Oriente Médio
Ainda é muito discutido entre os estudiosos do Antigo Oriente Médio se há ou não evidências claras de um ciclo de sete anos nos textos ugaríticos.  Também é debatido como o sétimo ano bíblico de pousio se encaixaria, por exemplo, a prática assíria de um ciclo de quatro anos e rotação de culturas , e se um ano em sete era um ano extra de pousio. Jehuda Felix sugere  que a terra pode ter sido cultivada apenas 3 em sete anos.  Borowski (1987) considera o ano de pousio como um ano em sete.